# Đăk Tăng
Đăk Tăng là một xã thuộc huyện Kon Plông, tỉnh Kon Tum, Việt Nam.
Xã Đăk Tăng có diện tích 121 km², dân số năm 2019 là 1.564 người, mật độ dân số đạt 13 người/km².